# 人種とスポーツ
人種とスポーツ（じんたねとスポーツ、英: Race and sports）では、スポーツにおける人種差別や、人種が特定のスポーツに過剰に代表されたり過小に代表されたりしていることなどで、このことに関する問題は、長い間学者によって研究されてきた。

## 参加と成績の格差

### 短距離走
1991年、ナミビア（旧南西アフリカ）のフランキー・フレデリクスは、西アフリカ以外の出身者で初めて100メートル競走で10秒の壁を突破し、2003年にはアイルランドとオーストラリア先住民のルーツを持つオーストラリアのパトリック・ジョンソンが、アフリカのバックグラウンドを持たずにこの偉業を達成した最初の人物となった。
2010年、フランス人のクリストフ・ルメートルが白人ヨーロッパ人で初めて10秒の壁を突破し（ただし、1984年にポーランドのマリアン・ヴォロニンが非公式ながら9.992秒で10秒の壁を突破していた）。2011年、ジンバブエのンゴニザシェ・マクシャは76人目の10秒突破者となったが、西アフリカ以外の出身者としては4人目であった。南アジアや北アフリカ出身の短距離選手で公式に10秒の壁を突破した者はいない。2015年、中国の蘇炳添が東アジア人選手として初めて公式に10秒の壁を突破し、イランとモロッコのルーツを持つイギリス人選手のアダム・ジェミリが、北アフリカまたは中東のルーツを持つ選手として初めて10秒の壁を突破した。2004年アテネオリンピック以前、100メートルのトップ500記録のうち494は西アフリカ系の短距離走者によるものだった。
近代オリンピックの初期段階における100メートル競走のメダリストは、主に白人の西洋人選手であり、参加国の欧州中心の構成と当時の人種分離のイデオロギー的環境を反映していた。オリンピック競技がより広い国際的な参加を集めるようになると、アフリカ系の選手、特にアフリカ系アメリカ人とアフロ・カリビアン系の選手が100メートル走の表彰台に上るようになり、やがて支配的になった。
エディ・トーランは1932年に初の非白人優勝者となり、これを機に黒人男子短距離選手の長期にわたる活躍が始まった。1932年以降、アフリカ系の血を引かないオリンピック男子100メートル競走の金メダリストはわずか5人しかいない。女子種目は、1960年にウィルマ・ルドルフが優勝するまで、ヨーロッパ系選手が支配していた。1972年から1980年にかけてソビエト連邦とドイツの女子選手が表彰台に返り咲いたが、それ以降はアフリカ系アメリカ人とジャマイカ人女性が100メートル走のメダルの大多数を獲得している。男子種目では、1984年から2016年までの約40年間、オリンピック男子100メートル競走の決勝進出者全員がアフリカ系であったことに象徴されるように、その支配が特に顕著である。
2020年東京オリンピックの男子100メートル競走では、中国の蘇炳添が準決勝で9秒83の記録を出し、アフリカ系以外の選手として初めて9秒90以下および9秒85以下を記録し、40年ぶりに1980年以来アフリカ系以外の選手として決勝に進出し、途中で60メートルの最速通過記録を樹立した。9秒83は準決勝タイムとしても2番目に速く、オリンピックの100メートル競走の歴史の中で、ウサイン・ボルト、ヨハン・ブレーク、ジャスティン・ガトリン、マルセル・ジェイコブスに次ぐ5番目に速い記録となった。

### 持久走
多くのナイロート系民族は、長距離走と中距離走でも優れている。ジョン・エンタインは、この運動能力の高さは、彼らの優れた走行経済性に由来すると主張している。これは、細身の体型と細い脚、遅筋線維の優位性、高地で生活することで得られる低心拍数、そして幼い頃から走って学校に通う文化が関係しているという。ピティシラディスらによる404人のケニアのエリート長距離ランナーを対象とした研究（2006年）では、国際級の回答者の76％がカレンジンの民族出身で、79％がナイル諸語を話していた。
ジョセフ・L・グレイブスは、長距離走で好成績を収めているアフリカ大湖地方出身のケニア人選手は、全員が高地出身であり、低地出身の選手は特に優れた成績を収めていないと指摘している。また、高地出身の韓国人やエクアドル人選手は、長距離走でケニア人と競えると論じている。グレイブスによれば、このことは、高地でトレーニングを積んできたこと、そして高地環境に対する局所的な生理的適応が長距離走の成功の背景にあるのであって、人種ではないことを示唆しているという。
また、グレイブスは、100メートル競走の世界記録保持者のほとんどが西アフリカ系であるのは表面的には事実だが、彼らはみなヨーロッパとネイティブアメリカンの部分的な遺伝的遺産を持っており、西アフリカ以外でトレーニングを積んでおり、西アフリカの国々はトップレベルのランナーを育成していないと指摘する。グレイブスは、これらの要因により、その成功が遺伝的要因と環境的要因のどちらに最もよく帰属するかを言うことは不可能だと述べている。しかし、後にグレイブスはこう結論づけた。「持久系ランナーは東アフリカ出身、短距離走者は西アフリカ出身である可能性が高い。それは事実だ。遺伝子はこの点で大きな役割を果たしている」。

### アメリカ合衆国における見解
学者やスポーツライターを含む様々な人々が、異なるスポーツにおける異なる人種の過剰代表と過小代表について言及してきた。2008年末の時点で、NBAの選手の75％がアフリカ系アメリカ人だった。最新の全米学術スポーツ連盟の平等報告書によると、NFL選手の65％がアフリカ系アメリカ人だった。しかし、2008年のメジャーリーグベースボールでは、アフリカ系アメリカ人選手は約8.5％（米国人口の約13％を占める）、ヒスパニック系選手は29.1％（米国人口の約16％）だった。2020年、NHLの黒人または混血の選手は5％未満だった。
NCAAスポーツは、アメリカのプロスポーツに見られる傾向を反映している。2005-2006シーズンには、黒人男性がNCAA フットボール・ボウル・サブディビジョン（FBS）の46.9％、NCAAディビジョンIバスケットボールの58.9％を占めていた。NCAAの統計では、スポーツの黒人選手の割合と、そのスポーツが生み出す収益との間に強い相関関係がある。たとえば、ノースカロライナ大学の2007-2008年度の男子バスケットボールチーム（大学全体の黒人比率が3.7％に対し、チームは59％が黒人）は、1,721万5,199ドルの収益を上げ、その年の大学の運動収益の30％を占めた。NCAAの規則で選手への報酬が禁止されていることを踏まえ、NCAAスポーツの構造は大学選手を搾取しているとみる者もいる。黒人選手が高収益の大学スポーツ（FBSフットボールとディビジョンI男子バスケットボール）で高い割合を占めているため、彼らがこの仕組みの最大の犠牲者だと考える人もいる。ビリー・ホーキンスは、「黒人男性の身体に対する支配と、その肉体的な支出から利益を得ることは、白人男性の手にある」と主張する。彼の主張は、黒人選手が多数を占める収益性の高いスポーツから生み出される無償の労働によって大いに繁栄する、白人の管理者が支配するディビジョンI大学の非常に高い割合を指している。この主張は、2005-2006年のNCAAディビジョンI男子バスケットボールトーナメントでは、黒人選手の先発出場数とプレー時間が白人選手の2倍以上で、得点の68.7％が黒人選手によるものだったという統計によって裏付けられている。
黒人選手の優位性に関する仮説は、このようにしばしば取り沙汰されるが、人種間の運動能力の生物学的差異を示唆することは非科学的だとみなされている。

#### 「黒人の運動優位性」
「黒人の運動優位性」とは、黒人が遺伝的および／または環境的要因によって獲得した特定の形質を持っており、それによって運動競技において他の人種を凌駕できるというものだ。白人がこのような見方をする傾向が強いが、一部の黒人や他の人種集団もそうである。1991年の米国の世論調査では、回答者の半数が「黒人は生まれつき身体能力が高い」という見方に同意していた。
19世紀後半以降、黒人と白人の人種差とスポーツパフォーマンスへの影響の可能性について、様々な分野の専門家によって様々な仮説が提唱されてきた。米国では、黒人選手が白人の組織するスポーツから排除され、自前のアマチュアチームやプロチームで競うよう隔離されたため、20世紀初頭の20年間で関心が薄れた。ロサンゼルスでの1932年夏季オリンピックとジェシー・オーエンスが1935年のビッグ・テン・トラック選手権で記録を更新したことで、この話題への関心が再燃した。オーエンズが続く1936年オリンピックで印象的な4つの金メダルを獲得したことについて、当時の米国ヘッドコーチは「黒人は優れている。つい最近まで、ジャングルでは短距離走とジャンプ能力が彼らの生死を分けていた。彼らの筋肉は柔軟で、気楽な性格は、ランナーやジャンパーに必要な精神的・肉体的リラックスに役立っている」と述べた。
1971年、アフリカ系アメリカ人の社会学者ハリー・エドワーズは次のように書いている。「黒人男性は人種的に決定づけられた、白人男性に対する生まれつきの身体的・運動的優位性を持っているという神話は、黒人の性的優位性の神話に匹敵する古さを持っている」。その後2003年、JBHE財団は『The Journal of Blacks in Higher Education』誌上で、ここで「人種差別的理論」と呼ばれる、黒人のスポーツ優位性につながる「黒人の遺伝子」という考えに反論する記事を発表した。JBHEは、「もし運動能力の高さにつながる『黒人の遺伝子』があるのなら、90％が少なくとも1人の白人の祖先を持つアフリカ系アメリカ人が、長距離走を除くすべての競技でアフリカ諸国の黒人よりも優れた成績を収めているのはなぜか」と主張した。

#### 「東アジア人の運動能力に関する見解」
アメリカ合衆国では、東アジア人は身体的・運動的に他の人種より劣っているというアメリカ合衆国における東アジア人のステレオタイプがある。このため、アメリカのプロスポーツの採用プロセスでは多くの差別が起こっており、多くの情報源が指摘しているように、アジア系アメリカ人選手がプロスポーツチームの大多数で著しく過小評価されている要因となっている。プロバスケットボール選手のジェレミー・リンは、自分がNBAチームにドラフトされなかった理由の1つは人種にあると考えている。この考えは、タイム (雑誌)のスポーツライター、ショーン・グレゴリーやNBAコミッショナーのデビッド・スターンによっても繰り返し述べられている。2012年、アジア系アメリカ人は全米人口の6％を占めていたにもかかわらず、NFLでは2％、MLBでは1.9％、NBAとNHLでは1％未満しか選手がいなかった。ブランドン・イップは、2011年にNHLでプレーしていた中国系の唯一のプロホッケー選手だった。バスケットボールは、アジア人選手の数が最も少ないスポーツの1つとして知られている。これは、1947年にワッツ・ミサカがこのスポーツのカラーバリアを破り、NBAでプレーしたアメリカで最初のマイノリティ選手であったにもかかわらずである。
アメリカのスポーツでは、NFL初のクォーターバックとして活躍したローマン・ガブリエルのような混血のアジア系アメリカ人選手の方が、純血のアジア系選手よりも多く活躍している。また、現在プロ競技に採用・スカウトされているアジア系アメリカ人選手の大半は、接触プレーの少ないスポーツに集中しているのも特徴的である。

### 中国における見方
アジア人選手が、アメリカ人、アフリカ人、ヨーロッパ人のライバルと比べて「短距離走が遅い」のは「遺伝的差異」が原因だという考えは、中国人の間で「広く受け入れられている」。中国の新聞『人民日報』は、中国人は卓球、バドミントン、飛び込み、体操など「俊敏性と技術」を必要とするスポーツに「適している」と書いている。同紙は、中国人には「先天的な欠点」と「遺伝的な差異」があるため、「黒人や白人の選手」と競争する際、「純粋に運動能力を競うスポーツ」では不利だと述べている。ハードル選手の劉翔の成功は、ハードルが中国人が規律正しく知的だというステレオタイプに合う技術を必要とするためだと説明された。しかし、近年の中国人軽量級・中量級選手の活躍は、この従来の考え方とは矛盾している。ウェイトリフティングは生の筋力と瞬発力を最もよく示すスポーツの1つだからである。中国人と韓国人のプロウェイトリフターは、夏季オリンピックのウェイトリフティングや国際ウェイトリフティング連盟など、国際大会で特に活躍している。
中国体育科学研究所の研究員である李愛冬は、スポーツコーチの間では、中国人選手は走幅跳、走高跳、競歩で活躍できると考えられていると述べている。しかし、李は中国人が「純粋な短距離走」で競争できるかどうかは疑問だとしつつも、「アジア人」が「短距離走」で不利であるという考えを裏付ける「信頼できる科学的研究」は存在しないと述べている。中国の蘇炳添と日本の桐生祥秀というプロの短距離選手は、東アジア人は瞬発力に欠けるという見方を覆している。両選手とも100メートルで10秒の壁を突破しており、蘇は60メートル走の歴代最速ランナーのトップ5にランクインしているためである。

## 参加と成績の格差の説明

### 生理学的要因
1994年に32冊の英国のスポーツ・運動科学の教科書を調べたところ、7冊が人種による生物物理学的な違いがスポーツパフォーマンスの違いを説明できるかもしれないと示唆し、1冊がこの考えに注意を促し、残りの24冊はこの問題に言及していなかった。

### 社会経済的要因
UCLAの研究者ジェーン・マーゴリスは、著書『Stuck in the Shallow End: Education, Race, and Computing』の中で、アメリカにおける水泳の人種隔離の歴史を概観し、有色人種の人々が今日に至るまで、十分な水泳施設や水泳教室へのアクセスを持たないことによってどのような影響を受けてきたかを示している。マーゴリスは、民族集団間の生理学的な違いは比較的小さいと主張し、次のように述べている。「ほとんどの場合、人種隔離においては、異なる民族や性別のグループの遺伝的な構成と身体的な能力（および不能）に関するステレオタイプと信念体系が生まれ、不平等なアクセスとそれに伴う格差を合理化するのである」。マーゴリスによれば、アフリカ系アメリカ人の「浮力の問題」に関する見解は、フォークロアの一部に過ぎず、世代から世代へと受け継がれてきたものだという。ノーザンケンタッキー大学の社会学教授ジョアン・フェランテは、地理的な立地条件、財政的な資源、そして両親、仲間、ロールモデルの影響が、特定の人種の人々を特定のスポーツに向かわせ、他のスポーツから遠ざけるのに関与していると示唆している。

### ハプログループの遺伝
エリートアスリートの能力は、ハプログループの異なる遺伝パターンとも相関していることが分かっている。Moranら（2004年）は、エチオピアのエリート持久力選手が持つY-DNA（父系）のクレードの中で、E*、E3*、K*(xP)、J*(xJ2)が、エリートアスリートの持久力パフォーマンスと正の相関があることを観察した。一方、ハプログループE3b1は、エリート持久力選手の間で有意に頻度が低かった。
アフメトフとフェドトフスカヤ（2012年）は、これまでの様々な研究のハプログループデータを引用し、mtDNA（母系）のハプログループI、H、L0、M*、G1、N9、Vがエリートアスリートの持久力パフォーマンスと正の相関があることを報告している。一方、mtDNAハプログループL3*、B、K、J2、Tは、運動持久力パフォーマンスと負の相関があるという。また、日本人スプリンターは、mtDNAFの分布が高いことも分かった。

## 人種的偏見、差別、隔離、統合
野球のカラーラインは、別個のニグロリーグを含む、アメリカ合衆国における人種隔離の一例である。
アメリカでは、NBAバスケットボールにおいて、白人選手は実際のパフォーマンスに比べて黒人選手より高い給与を受け取っており、一種の人種差別が存在するという研究結果がある。 ファンクによれば、これは視聴者の差別によるものかもしれない。白人選手の出場が増えると視聴率が上がり、広告収入も増える。これが給与格差の多くを説明しているという。
研究者らは、スポーツ消費者の差別を示す他の証拠も調べている。一つの方法は、野球カードなどのスポーツ記念品の価格を比較すること。もう一つは、オールスターチームへのファン投票を見ること。さらには、スポーツイベントに参加する意欲を見ることもある。証拠は混在しており、黒人に対する差別があるとする研究もあれば、ないとする研究もある。野球のオールスターチームに対するファン投票に関する研究によれば、偏見があるとすれば、それは減少しつつあり、おそらく消滅しつつあるという。

### メジャーリーグベースボール
ジャッキー・ロビンソンは、1947年4月15日に黒人選手として初めてメジャーリーグの試合に出場した。ジャッキーは野球というスポーツを愛していたが、メジャーリーグに入ることだけが目標ではなかった。もっと多くの黒人選手がリーグに加われるようにしたかったのである。しかし、観客席で人種差別的な態度を取る人がいたり、選手やファンが互いに人種的な中傷の言葉を吐いたりするなど、困難に直面した。ジャッキーはその憎しみにくじけることなく、黒人選手の中で最高の選手の一人であるだけでなく、野球史上最高の選手の一人となった。
| 年   | メジャーリーグ | 人口 | 比率 |
| 1945 | 2%             | 10%  | 1:5  |
| 1959 | 17%            | 11%  | 3:2  |
| 1975 | 27%            | 11%  | 5:2  |
| 1995 | 19%            | 12%  | 3:2  |

米国野球における黒人の過少代表は、公民権運動の初期に終わりを迎えた。アメリカ野球研究協会のマーク・アーマーとダニエル・R・レヴィットによると、1947年以降、メジャーリーグベースボールにおける人種の異なる代表選手の割合が増加しているという。彼らの研究によると、アフリカ系アメリカ人の割合は1984年に18.4％に達し、ピークに達した。しかし、その時点以降、アフリカ系アメリカ人の割合は着実に減少している。2016年時点で、アフリカ系アメリカ人の割合は6.7％まで下がっている。
アーマーとレヴィットによると、ラテン系の割合は1947年以来着実に増加している。この年の割合はわずか0.7％だった。それ以降、野球におけるラテン系の割合は大幅に増加している。2016年時点で、ラテン系の割合は27.4％となっている。
アーマーとレヴィットによると、野球の歴史を通じて、アジア系アメリカ人の割合ははるかに少ない。メジャーリーグでの割合が1％を超えたのは、1999年に1.2％になってからだという。割合は増加しているが、他の人種に比べてかなり遅いペースであり、2016年時点でアジア系アメリカ人の割合はわずか2.1％で、1999年からわずかに増加しただけである。
アーマーとレヴィットによると、メジャーリーグで代表されている人種のうち、白人が最大の割合を占めている。しかし、アフリカ系アメリカ人、アジア人、ラテン系の割合が着実に増加するにつれ、白人の割合は着実に減少している。アメリカ野球研究協会によると、1947年の白人の割合は98.3％だった。それ以降、2016年には63.7％まで減少している。
「ギデンズの構造化理論を用いて、アフリカ系アメリカ人の野球参加の衰退を検証する」というタイトルの論文では、「多くの研究で、アフリカ系アメリカ人の若者は、他のスポーツよりもバスケットボールをするよう奨励され、指導される可能性が白人よりも高いことが示されている」と述べられている。

### ナショナルバスケットボールアソシエーション
日系アメリカ人のワッツ・ミサカが1947-48シーズンにニューヨーク・ニックスでプレーし、NBAのカラーバリアを破ったが、NBAが人種統合されたのは1950年とされている。この年、アフリカ系アメリカ人選手が複数のチームに加入した。ボストン・セルティックスのチャック・クーパー、ニューヨーク・ニックスのナット・"スウィートウォーター"・クリフトン、ワシントン・ウィザーズのアール・ロイドらである。
また、NBAの殿堂入りを果たしたカリーム・アブドゥル＝ジャバーへのインタビューで、彼は次のように述べている。「有色人種にとって、プロスポーツは常にアメリカの人種に対する態度を映す鏡だった。黒人選手が競技から制限されている限り、他の黒人アメリカ人も決して真に平等だとは見なされず、つまり、教育や雇用の機会も平等には与えられないということだ」。ジャバーは1969年から20シーズンにわたってNBAでプレーした。

### ナショナルフットボールリーグ
黒人選手は1920年のNFL発足当初から参加していたが、1933年から1946年までは黒人選手がいなかった。なぜこの時代に「紳士協定」と呼ばれるようになったこの「協定」が実施されたのか、様々な臆測がある。大恐慌が原因だと主張する人もいる。仕事を見つけるのが難しく、黒人やその他のマイノリティが「脅威」と見なされるようになり、人種関係がますます緊張したのである。1946年、ロサンゼルス・ラムズがこの非公式の「協定」を破り、同年にケニー・ワシントンとウッディ・ストロードをドラフトした。この協定を破った最後のNFLチームは、1962年にボビー・ミッチェルと契約したワシントン・レッドスキンズだった。
2018年10月、NFLで初めてプレーした黒人選手、ジョージ・タリアフェロが91歳で亡くなった。ジョージはNFLドラフトで指名された最初の黒人選手だったが、最初の黒人クォーターバックがドラフトされたのは1953年、ウィリー・スロワーがシカゴ・ベアーズに指名されてからのことだった。その14年後の1967年、エムレン・タネルが初の黒人選手としてNFLの殿堂入りを果たすまでには、さらに時間がかかった。

### ナショナルホッケーリーグ
1926年11月16日、ネイティブ・アメリカンのタフィー・エイベルがニューヨーク・レンジャーズに入団し、NHLのカラーバリアを破った。これは1917年のNHL創設以来、初のネイティブ・アメリカン選手の誕生である。1958年1月18日、ウィリー・オリーがモントリオール・カナディアンズとの試合でボストン・ブルーインズに加入し、NHLで初の黒人選手としての歴史を刻んだ。それから16年後、マイク・マーソンがワシントン・キャピタルズに拡張入団し、リーグ2人目の黒人選手となった。数十年後の2020年の分析で、有色人種の選手はNHLでいまだに5％未満であり、102年間で雇用された377人のヘッドコーチのうち、黒人はわずか1人であることが明らかになった。
黒人がNHLで明らかに過小評価されているのは、彼らのスポーツへの関与や発展を全く反映していない。1895年、NHLが設立される22年前、カナダのノヴァスコシアでカラード・ホッケー・リーグが結成された。これはホッケー史上初の組織化されたリーグで、全盛期には十数チームに数百人の選手がいた。シーズンは1月下旬から3月上旬まで行われたが、白人だけのリーグがシーズンを終えた後でないとリンクを使えず、カラード・ホッケー・リーグは最悪の氷の状態でプレーせざるを得ず、シーズンもかなり短かった。政治的・人種的緊張から、1905年にはリーグは解体を余儀なくされ、もはや時期に関係なくアリーナを使用することができなくなった。1921年、リーグは3チームだけの小規模な形で再結成されたが、勢いをつけるのに苦労した。1930年代半ばには、NHLが大人気になる一方で、カラード・ホッケー・リーグは完全に姿を消してしまった。
カラード・ホッケー・リーグには多くの障壁があったが、白人だけのリーグと同等の競争力を持ち、より速くアグレッシブなプレースタイルを見せ、このスポーツに革命的な貢献をしたと言われている。例えば、有名なスラップショットは、カラード・ホッケー・リーグのスターだったエディ・マーティンが発明し、後にNHLの白人選手によって普及した。また、ヘンリー・"ブレイシーズ"・フランクリンは、セーブのために氷の上に倒れ込んだ最初のゴールキーパーだった。この「バタフライスタイル」も何年も後に白人選手によって普及し、現代のゲームの定番となっている。

### 全米プロゴルフ協会
1961年、PGAの規約から「白人のみ」の条項が削除された。
ゴルフの歴史を通じて、アフリカ系アメリカ人選手はあまり多くなく、プレーする機会を奪われることが多かった。しかし、多くの人がそれでもゴルフをプレーする方法を見つけた。African-American Registryの記事「アフリカ系アメリカ人とゴルフの歴史」によると、「全米プロゴルフ協会（PGA）は1961年まで、その全白人のステータスを維持するために懸命に戦った。黒人ゴルファーは（当時）自分たちのツアープロの組織を作った」という。
タイガー・ウッズは、特にマイノリティの間で、ゴルフに大きな影響を与えてきた。「Aアフリカ系アメリカ人とゴルフの歴史」の記事には、「タイガー・ウッズとそのゴルフの台頭に伴い、若いマイノリティのゲームへの関心と参加が高まっている。ウッズ自身、彼らが成人し、身体的にも発達するにつれ、今後10年間で影響を与えると考えている」とある。ウッズは、将来的にマイノリティの参加がさらに増えることを期待している。
タイガー・ウッズは、メディアにおける白人選手と黒人選手の描写に関する研究や、黒人選手に対するステレオタイプがタイガー・ウッズに与えた影響を示している。タイガー・ウッズはPGAツアーで唯一の黒人ゴルファーだったため、ツアーの他のゴルファーとは異なる、黒人のステレオタイプに関連するコメントを受けていた。
ゴルフにおけるアフリカ系アメリカ人の参加は増加している。"African American Culture and Physical Skill Development Programs: The Effect on Golf after Tiger Woods"と題された論文では、「スミス（1997年）は、米国のナショナル・ゴルフ・ファウンデーション（NDF）の研究データを報告し、67万6,000人のアフリカ系アメリカ人ゴルファー（2,470万人のゴルファーの2.7％）がいることを示した」と述べている。
アフリカ系アメリカ人の参加が増えるにつれ、アジア人のプロゴルフへの参加も増えている。Golfweek誌の「過去最多のアジア人ゴルファーがマスターズの栄光を目指す」という記事によると、大会記録となる10人のゴルファーがいたという。
「黒人ゴルファーはどこに？タイガー・ウッズの登場から20年近く経った今も、ゴルフ界はマイノリティの獲得に苦戦を強いられている」という記事によると、2013年時点で2,570万人のゴルファーがおり、内訳は白人が2,030万人、ヒスパニック系が310万人、アフリカ系アメリカ人が130万人、アジア系アメリカ人が100万人だった。今日のゴルフにおける多様性の欠如は依然として顕著である。

### 権力の地位：コーチングと管理職
ペンシルベニア大学ウォートン・スクールのケネス・L・シュロプシャーは、クォーターバック、ヘッドコーチ、アスレティックディレクターを指して、「権力のある地位」におけるアフリカ系アメリカ人の数は「悲惨なほど少ない」と述べている。2000年、NBAの選手の78％が黒人だったが、審判の33％しかマイノリティではなかった。リーダーシップの地位におけるマイノリティの欠如は、人種的ステレオタイプや、白人管理職者が同じ人種内でネットワークを築く「オールド・ボーイズ・ネットワーク」のせいだと言われている。2003年、NFLはルーニー・ルールを導入し、新しいヘッドコーチを探すチームは少なくとも1人のマイノリティ候補者と面接することを義務付けた。
NFLの幹部職にマイノリティが十分に存在しないため、NFLはルーニー・ルールを改正し、ゼネラルマネージャーの職にマイノリティと面接することをチームに義務付けた。このルールがどれほど効果的で、さらなる改正が必要かどうかについては反発がある。2022年現在、NFLにはラビー・スミス、マイク・トムリン、ロン・リベラ、ロバート・サレー、トッド・ボウルズ、マイク・マクダニエルの6人のマイノリティのヘッドコーチしかいない。人種差別は、AAP News & Journalが「法的および非法的な差別のシステムに起因する経験を含む社会的不平等の一形態」と定義しているように、不平等な結果と力の闘争を引き起こしている。マイノリティのコーチの大多数は、ポジションコーチやアシスタントコーチとして雇用されている。ヘッドコーチのポストを巡って多くのマイノリティが競争し、そのポストが限られているため、ごく少数のマイノリティのヘッドコーチが破格の給料を得る一方で、残りのコーチは平均的または低い報酬しか得られない。財政面だけでなく、マイノリティのコーチが雇用されず、NFLがヘッドコーチやゼネラルマネージャーの職にマイノリティを少なくとも面接するという最低限の状況を満たしているため、提示された才能が見過ごされてしまうのである。ソーシャルネットワークもコーチの雇用方法に大きな役割を果たしている。
NFLのオーナーと選手の間の力関係は、両者の間に人種的不平等を生み出している。30人のオーナーが白人で、有色人種のオーナーは2人（1人はパキスタン人、1人はアジア系アメリカ人）しかいない。ペイトン・マニングの代理人を務めたスポーツ弁護士のリチャード・ロスは、「NFLの22チームは、少なくとも20年間、同じ人物または家族が所有してきた」と主張している。多様性倫理スポーツ研究所のリチャード・ラプチック博士は、「オーナーが自分たちの仲間に招待するのは――圧倒的に男性の集まりだが――自己選択的だ」と主張した。チームの所有には「10億ドル以上の費用がかかる」ため、オーナーは非常に裕福でなければならない。アメリカ合衆国の富の不平等により、オーナー候補となり得る黒人の億万長者はほとんどいない。さらに、社会階級の観点から見ても、「黒人がこれらの億万長者の男性クラブに属している例は非常に少ない」ため、黒人オーナーが誕生するのは非常に難しい。
スポーツに見られる多くの人種問題は、オーナーシップの多様性の欠如が原因である。スポーツにおける白人男性オーナーの圧倒的な存在が、組織のメンバー間に楔を打ち込んでいる。スポーツのオーナーシップが描く物語は、400年前の奴隷とオーナーの関係と同じ図式を示している。NBAのドレイモンド・グリーンは、チームのオーナーシップと選手の関係について議論を巻き起こした。2017年、グリーンは、NBAの選手の大半が黒人で、チームオーナーのほとんどが白人であることを考えると、NBAは「オーナー」という言葉とその使用法を本当に再考すべきだと述べた。これは、スポーツ団体の歴史を通じてほぼ変わらない事実である。1994年、NFLの選手の80％、NBAの選手の65％、MLBの選手の18％が黒人だったが、チームオーナーに占める黒人の割合は10％未満だった。25年後、黒人選手とチームオーナーの割合はあまり変わっておらず、NFLの選手の70％、NBAの選手の81％、MLBの選手の8％が黒人である。そしてチームオーナーに占める割合は依然として10％以下である。しかし、時代とともに変化したのは、NBAにおけるオーナーシップの呼称の方だ。NBAのアダム・シルバーコミッショナーは2019年6月、今後は「オーナー」という言葉を使わず、オーナーを「ガバナー」、一部のオーナーを「代理ガバナー」と呼ぶことを宣言した。
黒人オーナーが少ないことに加え、オーナーの収入は選手の何百倍にもなる。これは、NFLのオーナーと選手の間の格差と似ている。グリーンベイ・パッカーズの報告によると、NFLはテレビ契約で7億8,080万ドルを稼ぎ、32チームに均等に分配した。つまり、NFLのオーナーは「2016年に2億4,400万ドルを稼いだ」ことになる。これに対し、「NFLの平均選手は2015年に210万ドルを稼いだ」。チームのオーナーは、選手の何百倍もの収入を得ているのである。これは、企業のCEOと平均的な労働者の収入の差に似ている。ミシガン大学の社会的不平等の教授であるPfeffer教授は、「CEOは平均的な労働者の350倍以上稼いでいる」と主張している。オーナーの仕事が選手の何百倍も価値があるわけではない。しかし、リーグ構造の力関係と政治によって、オーナーはそれほど多くを稼ぐことができるのである。
アメリカのプロスポーツリーグにおける黒人の参加と指導者の割合の不一致と同様に、NCAAスポーツでも、選手の数に比べて管理職とコーチの割合が低い。例えば、2005-2006年度に、収益の高いNCAAスポーツ（バスケットボールとフットボール）の学生アスリートの51％が黒人だったのに対し、同じ高収益スポーツのヘッドコーチで黒人の割合はわずか17％だった。また、同じ2005-2006年度に、ディビジョンIの「PWI」（主に白人の教育機関）のアスレティックディレクターのうち、黒人はわずか5.5％だった。著名な白人のディビジョンIフットボールコーチ、テリー・ボーデンは、多くの大学の学長が黒人コーチを雇わない理由は、「卒業生や寄付者の反応を心配しているからだ」と示唆している。ボーデンはまた、ディビジョンIフットボールのアシスタントコーチの中に「未開拓の才能」が存在すると言及している。データもこの主張を裏付けており、2005-06年度のディビジョンIの男子高収入スポーツにおけるアシスタントコーチの26.9％が黒人だった。これは、ヘッドコーチの割合よりも著しく高い。管理職に関しては、その大部分が白人に集中している。2009年の時点で、FBSの大学の学長の92.5％、アスレティックディレクターの87.5％、カンファレンスのコミッショナーの100％が白人だった。こうした統計にもかかわらず、FBSレベルでは黒人ヘッドコーチが増えている。2012年現在、FBSフットボールには15人の黒人ヘッドコーチがおり、SECでは3人となった。SECが初の黒人ヘッドコーチを雇用したのは2003年のことだった。

### 座席の人種分離
1960年、ヒューストン・オイラーズは、ロバートソン・スタジアムで黒人ファンと白人ファンを分離する方針を実施した。オークランド・レイダーズのクレム・ダニエルズ、アート・パウエル、ボー・ロバーソン、フレッド・ウィリアムソンは、人種差別的な座席のあるスタジアムではプレーしないと拒否した。1963年のニューヨーク・ジェッツ戦は別のスタジアムに移された。

### マスコット論争
アメリカ先住民の名称やイメージをマスコットやフランチャイズのグッズに使用することは、アメリカのスポーツにおける継続的な議論と論争の的となっている。一部のアメリカ先住民の代表者は、明確な交渉と許可なしにそのような使用をすることに反対しているためである。

#### ワシントン・レッドスキンズ
2020年7月、スタジアムの命名権を持つフェデックスと数十人の株主からの圧力を受けて、ワシントン・レッドスキンズはチーム名をワシントン・フットボール・チームに変更した。この名称は多くのネイティブ・アメリカンのグループから人種差別的だと考えられていた。 2022年、チームはワシントン・コマンダースに改名した。

### アトランタ・ホークスにおける論争
アトランタ・ホークスでは、人種差別が組織の問題になったケースが複数ある。2012年、アトランタ・ホークスのNBAフランチャイズの大株主であるブルース・レベンソンが、アトランタ・ホークスの試合運営の進捗状況について、他の管理者にメールで評価を送った。このメールの中で、レベンソンは当初、試合運営は問題ではなかったが、試合に参加する人の人口統計と試合運営に関わる人たちのせいでシーズンチケットの基盤が不足しているため、今は問題になっていると述べている。レベンソンは、35～55歳の白人男性と企業が試合運営のすべての側面の対象ではないため、シーズンチケットは売れないと言われたと主張している。答えを求めても、誰も問題の解決にはレベンソンを助けてくれなかった。そこで彼は、試合の観客の70％が黒人で、試合のチアリーダーが黒人で、音楽がヒップホップで、アリーナのバーの客の90％が黒人で、父と息子が少なく、試合後のコンサートがヒップホップかゴスペルであることに気づいたのだ。
このメールは2012年にスタッフに送られたが、人種差別的な発言を含む2番目の事件（現在の南スーダンで生まれたイギリスのNBA選手、ルオル・デンに関するもの）の調査で明らかになるまで、表に出ることはなかった。2014年、ダニー・フェリーはアトランタ・ホークスのフランチャイズの社長だった。ルオル・デンのスカウティングレポートで、彼は、デンは外面的には良い特性を示しているが、良い人間のように見えるにもかかわらず、彼はアフリカ人だと述べた。フェリーはデンを「表面は素晴らしく見えるが、裏には闇市場がある、アフリカの店先」に例えている。
ダニー・フェリーとブルース・レベンソンの両者によるこれらの問題のある発言が、アトランタ・ホークスの売却の原動力となった。アトランタ・ホークスは、トニー・レスラーによって約7億3,000万～8億5,000万ドルで買収されることになった。ドナルド・スターリングとロサンゼルス・クリッパーズの人種差別問題に隠れて、ホークス組織は大きな注目を集めることはなかった。

### 人種の調和の促進とステレオタイプの打破
NFLにおける人種差は、プレーヤーのポジション間でも顕著である。Undefeatedの記事によると、1999年から2014年の間、すべてのポジションで黒人選手の占める割合が圧倒的に高く、いくつかのポジションでは黒人が白人を上回っている。しかし、センターとクォーターバックのポジションではこの効果は顕著ではない。1999年、センターのポジションでは白人選手の割合が75％、黒人が20％、クォーターバックのポジションでは白人選手が81％、黒人が18％だった。センターとクォーターバックの両方で白人が黒人を上回っているが、それでも黒人（米国の総人口の約13％）の割合は、白人（総人口の約82％）と比べて著しく高かった。2014年には、センターのポジションはより均衡のとれた割合（白人81％、黒人16％）を示したが、同じ期間に白人クォーターバック選手の数はわずかに減少した（黒人クォーターバックの1％増加に呼応）。コロラド大学がNFLのクォーターバックに対する人種的ステレオタイプを調査した研究では、「黒人参加者の方が両方の人種に対するステレオタイプが強く、黒人選手はプロのクォーターバックになる資質がないと考えている可能性がある」ことが分かった。この研究では、「肉体的な強さと生まれつきの能力という言葉は黒人クォーターバックと、リーダーシップと知性は白人クォーターバックと、より強く結びつけられていた」とも述べている。これらの偏見は、フットボール選手が一般大衆にどのように見られているかを反映していると考えられ、十代の若者の認識にも影響を与えているとされる。
カリフォルニア州立大学ロングビーチ校の教育学教授ウィリアム・ジェインズによると、アメリカ合衆国における最初の感謝祭での集まりは、走る、射撃、レスリングなどのゲームやスポーツ競技を通じて人種の調和を生み出そうとする試みだったという。トルーマン州立大学の歴史学教授フーピン・リンは、1920年代にセントルイス地域の中国人学生がスポーツに参加したことで、地域のステレオタイプを打ち破るのに役立ったと主張している。白人とマイノリティのグループ間の競争におけるこのような人種間の緊張の歴史は、競技の場で人間性、平等性、時にはマイノリティの優位性を証明しようとする試みを示している。そうすることで、マイノリティのグループは、スポーツが人種的プライドの源となり、最終的には社会的上昇につながることを期待したのである。しかし、1984年の時点で、こうした考え方に対する批判が出されていた。スポーツ社会学者のハリー・エドワーズは、アフリカ系アメリカ人が白人が支配するスポーツ界による自分たちの子供の搾取に「共犯者」になっていると公然と批判した。エドワーズは、「愚かなスポーツ選手」というようなステレオタイプは生まれたものではなく、むしろ低い期待、地域社会、そして運動能力の追求を過度に奨励する教育機関によって社会的に作り出され、助長されたものだと主張した。白人が支配するスポーツ界という認識とは裏腹に、アフリカ系アメリカ人のコミュニティでは、白人のコミュニティに比べて、スポーツをキャリアパスとして重視する傾向が強いという研究結果がある。エドワーズは、アフリカ系アメリカ人を特に指して、マイノリティ集団が何らかの著名性を獲得するためにスポーツの実績にこれほど重点を置くことは、知的な追求の重要性を軽視していると論じた。ジョン・ホーバーマンは、『Darwin's Athletes: How Sport Has Damaged Black America and Preserved the Myth of Race』の中で、アフリカ系アメリカ人のコミュニティで運動能力の重要性に固執することで、多くの若者がより現実的な職業を追求することから遠ざかってしまったと指摘している。彼は、このような考え方は、黒人の運動能力の生来の優位性という概念をさらに強化していると示唆している。スポーツを調和の手段とする認識が相反するにもかかわらず、多くの研究者は、現代社会に内在すると多くの人が信じている人種的に緊張した状況を緩和するためにはあまり変化がないと考えている。

### 黒人女性とボブスレー
ボブスレーには黒人女性の代表が多い。2018年の冬季オリンピックでは、ナイジェリアとジャマイカのボブスレーチームがデビューした。アメリカ、イギリス、カナダ、ドイツにも、オリンピックレベルで競う黒人女性がいる。この高い多様性は、ボブスレーが他のスポーツ、特に陸上競技から選手を集めていることにある程度起因している。
ボブスレーに参加した黒人女性には、ボネッタ・フラワーズ、エラナ・マイヤーズ・テイラー、ローリン・ウィリアムズ、シルビア・ホフマンなどがいる。

## アメリカのプロスポーツにおける人種的活動
NBAやNFLなど、多くのプロスポーツリーグで人種的活動が見られる。

### ナショナルバスケットボールアソシエーション
トレイボン・マーティンの事件をきっかけに、レブロン・ジェームズ、ドウェイン・ウェイド、クリス・ボッシュら当時のマイアミ・ヒートの選手たちが、トレイボン・マーティンが殺害されたときに着ていた服装であるパーカーを着て写真に収まった。2014年12月、エリック・ガーナーがニューヨークの警官に首を絞められて死亡したことを受け、レブロン・ジェームズとカイリー・アービングら他のクリーブランド・キャバリアーズの選手が「I CAN'T BREATHE」という言葉が書かれた黒いTシャツを着た。それ以来、レブロン・ジェームズは、ツイッターやインスタグラムを通じて公然とドナルド・トランプやニュース解説者のローラ・イングラムと論争を繰り広げてきた。イングラムはレブロン・ジェームズに「黙ってドリブルしろ」と公然と言い、レブロン・ジェームズは運動能力しかないと示唆した。レブロンはそのスローガン「黙ってドリブルしろ」を、2018年10月に放送されたShowtimeシリーズのタイトルにした。このシリーズは、現在ますます多くのアスリートがアメリカで起きている政治的・人種的なトピックについて発言するようになっているという意味で、黒人アスリートであることの意味を変えているアスリートたちに焦点を当てている。

### ナショナル・フットボール・リーグ
2016年のサンディエゴ・チャージャーズとのプレシーズンゲームで、サンフランシスコ49ersのクォーターバック、コリン・キャパニックは、国歌斉唱の際にチームメイトと連帯して立つのではなく、ひざまずくことを選んだ。これは、警察の残虐行為の被害者やアメリカにおけるマイノリティの抑圧に対する認識を高めるためだった。多くの人は、重要な社会問題に対する認識を高めたキャパニックを英雄だと考えている。しかし、彼の行動は、彼が反米的で米軍を侮辱していると非難するファンやメディアから大きな反発を招いた。さらに、他のチームの選手も国歌斉唱の際に立つのではなくひざまずくようになった。メディアに質問された際、彼は「黒人や有色人種を抑圧する国の国旗に誇りを示すために立つつもりはない」と主張した。さらに、「もしフットボールを奪われても、私の支持を奪われても、正しいことのために立ち上がったと分かっている」と続けた。NFLの方針によると、「選手が国歌斉唱の際に立たなければならないという規則はない」。
キャパニックの行動は、他の多くの選手にも国歌斉唱の際にひざまずくよう促した。ヒューストン・テキサンズのオーナー、ボブ・マクネアは、オーナーと現役選手のいない会議で、「囚人に刑務所を運営させるわけにはいかない」と主張した。会議が終わった後、マイアミ・ドルフィンズの元コーナーバック、トロイ・ビンセントは、「NFLでプレーした長年の間、N-wordを含むあらゆる名前で呼ばれたが、囚人のように感じたことはない」と主張した。多くの選手がソーシャルメディアを使ってボブ・マクネアの人種差別的な言動に抗議した。リチャード・シャーマンはこれに対し、「人々が率直であることは評価できる。謝る必要はない！あなたは言ったことを本気で言ったのだ。本当の姿を見せることで、人々はあなたが何者なのかを見ることができる」とツイートした。デイモン・ハリソン・シニアは、「......これで目が覚めた人もいるだろう？」とツイートした。
キャパニックは、ブラック・ライヴズ・マター運動を支持してフィールド上で抗議したことで解雇され、32チーム全てから締め出されたと主張した。解雇後の広告は、「何かを信じよう。たとえそれがすべてを犠牲にすることを意味していても」という単純なタグラインに焦点を当てている。2019年、ヒップホップアーティストで実業家のジェイ・Zは、NFLと提携して社会正義の取り組みを推進した。ジェイ・Zは、アメリカの黒人に対する警察の残虐行為に抗議するキャパニックの努力を支持し、NFLと黒人コミュニティの仲介役となった。NFLコミッショナーのロジャー・グッデルと共に、ジェイ・Zは、クォーターバックを必要とするすべてのチームにキャパニックの才能を披露するためのワークアウトを手配することで、キャパニックとNFLの関係を修復する努力をしている。2019年後半、キャパニックとNFLは、競争力のあるクォーターバックとしてのキャパニックの才能と、スーパーボウルの有力候補としての可能性を示すためのワークアウトセッションを開催することで合意した。ワークアウトの透明性についての多くの意見の相違や、キャパニックが状況を利益のために操ろうとしているだけだという非難が、ソーシャルメディアを駆け巡っている。多くのチームがクォーターバックを必要としているにもかかわらず、キャパニックはチームに所属していない。

## スポーツ解説における問題
有色人種のアスリートに対する人種差別的な発言は、歴史を通じて行われてきた。ラジオパーソナリティのドン・イーマスは、2007年の自身のラジオ番組「Imus in the Morning」で、ラトガース大学の女子バスケットボールチームを「ぼさぼさ頭の売春婦」と表現した。その後、ラトガース大学とその対戦相手の試合は、「ジガブーズ対ワナビーズ」の対決のように見えると宣言した。
1988年、スポーツ解説者のジミー・"ザ・グリーク"・スナイダーは、黒人アメリカ人が白人アメリカ人よりも運動能力が高い理由について、次のような持論を述べた。「黒人は、太ももが高く、太ももが大きいので、最初から優れたアスリートになるように作られている。そして、太ももが大きいので、跳躍力や走力が高い。奴隷貿易の時代、南北戦争の頃から、大きな黒人男性と大きな黒人女性を交配させて、大きな黒人の子供を作るようにしてきたからだ......」
スナイダーはその後、放送直後にコメントを後悔していると表明し、『ワシントン・ポスト』に対し、「教訓になると思っていたが、実際には破壊的だった」と語った。
スナイダーはその後、CBSを解雇された。
シャーマン・マクスウェルは、最初のアフリカ系アメリカ人のスポーツ放送局員だった。1929年にWNJラジオでキャリアをスタートさせた。「ニューアークの声」として知られていた。

## 映画における描写
「実話に基づく」スポーツ映画には矛盾もあるが、それでも人種とスポーツの厳しい現実をよく表現している。米国を舞台にした映画『勝利への旅立ち』と『ルディ/涙のウイニング・ラン』は、「スポーツの黄金時代」を白人が優勢で支配的だった時代として記念しているとされ、『グローリー・ロード』では、白人のコーチが大学バスケットボールのカラーバリアを解消するのを助けた様子が描かれている。
もう一つ批評家から高い評価を受けた映画が『42〜世界を変えた男〜』で、これはMLBで初の黒人選手となったジャッキー・ロビンソンの物語である。メジャーリーグ1年目の彼の旅路を、浮き沈みを交えて描いている。批評家は、プロデューサーが様々なキャラクターをもっと掘り下げることができたと感じた部分もあったが、全体として、この映画は当時のアメリカとスポーツをよく表現していると評価した。
『インビクタス/負けざる者たち』は、アパルトヘイト後の南アフリカで行われたラグビーワールドカップ1995を題材にしている。
黒人アスリートを描いた映画の中には、人種の側面に完全には焦点を当てていないものもある。偉大なボクサー、モハメド・アリを描いた2001年の映画『アリ』は、彼の人生の旅を描いた作品だが、人種的な側面にはほとんど触れていない。マルコムXやマーティン・ルーサー・キング・ジュニアの暗殺後に彼のキャリアの一部があったことにも言及されているが、映画の大部分は、アリ自身とその肌の色にはあまり関係のない個人的な旅路を反映していた。2022年には、南部の大学ボウルゲームで初の黒人選手が出場した1956年のシュガーボウルを題材にした映画が発表された。

## オーストラリア
アボリジニにとって、スポーツにおける不平等は物質的な障壁が原因で存在する。オーストラリア人権委員会の2007年の報告書は、「人種的中傷」への恐れがアボリジニやその他の民族集団のオーストラリアのスポーツにおける過少代表の一因であることを示唆している。
近年、NRL ナショナル・ラグビー・リーグにポリネシア人選手の影響力が高まっており、2011年シーズンの数字では、NRLの選手の35％、NRL U-20の選手の45％以上がポリネシア系であることが示されている（2021年のオーストラリア国勢調査で、オーストラリアの人口の3％未満がポリネシア系と自己申告したのと比較して）。このポリネシア人選手の増加は、1990年代の21％から2009年シーズンには11％に減少した先住民選手の減少の原因とされている。
トップレベルでは、アボリジニはカンガルーズの選手の35％、2012年のステート・オブ・オリジン・シリーズの選手の21％、NRL選手の12％、NRL U-20選手の8％を占めている。2006年のオーストラリア国勢調査では、オーストラリアの人口の2.3％が先住民族と自己申告したのと比較すると。

## 南アフリカ
南アフリカ共和国では、クリケットとラグビーのナショナルチームにおける黒人の代表が、クオータ制の導入によって確保されている。

## アメリカ合衆国
人種とスポーツの2つの話題が常にアメリカ合衆国の歴史の中で絡み合ってきたアメリカ合衆国では、この議論はアフリカ系アメリカ人に大きく焦点が当てられてきた。スポーツの種類やパフォーマンスのレベルによって、アフリカ系アメリカ人は過剰代表されていたり、過小代表されていたりすると報告されている。アフリカ系アメリカ人は、プロレベルで活躍しているマイノリティグループの中で最も高い割合を占めているが、全体的な参加率は最も低いグループの一つでもある。プロスポーツにおけるアフリカ系アメリカ人のリストは依然として多いが、それは野心的な黒人アスリートの一部に過ぎない。『The Journal of African American History（JAAH）』の19世紀と20世紀のアフリカ系アメリカ人のスポーツ参加に関する特別号は、アフリカ系アメリカ人がスポーツを利用して、コミュニティの社会的な隷属と社会の烙印に挑戦してきたことを示している。
2013年、大学の学位取得を目指すフルタイムの学部生の2.8％が黒人男性だったのに対し、ショーン・R・ハーパーによると、大学のフットボールチームの57％、男子バスケットボールの64％が黒人男性だった。黒人はフットボールとバスケットボールで優勢だが、他のすべての正規スポーツでは白人が優勢である。
2001年の研究によると、黒人の高校生は白人の生徒よりも熱心にプレーしている。黒人の方がスポーツを成功への道と捉えている可能性が高いからである。この研究は、人種的特性自体がスポーツでの成功の要因ではないと否定している。このような証拠があるにもかかわらず、人種に関する疑似科学的な概念は、アメリカにおけるアフリカ系アメリカ人のスポーツへの貢献を理解する上で、今なお大きな役割を果たしている。
すべての人種とスポーツで、高校のバーシティチームからNCAAチームへの移行に成功するのは3.3％（バスケットボール）から11.3％（アイスホッケー）である。NCAAからプロチームへの移行に成功するのは0.8％（男子アイスホッケー）から9.4％（野球）である。したがって、高校のアスリートがプロのアスリートになる全体的な成功率は、0.03％（男女バスケットボール）から0.5％（野球）だった。 NCAAの選手がプロスポーツにドラフトされる年間人数は、7人（男子アイスホッケー）から678人（野球）までさまざまだった。
黒人アスリートとは異なり、黒人全体としてはスポーツを繁栄への重要な道とは捉えていない。 黒人は、政策、教育、医師、弁護士、エンジニア、建築家など、スポーツ以外の分野でも参加率が高く、人数も多い。
スポーツは授業料で補助されることが増えている。202校のディビジョンIの大学のうち、2005年から2010年の間にスポーツで支出を上回る収入を得たのは8校に1校だけだった。収益を上げている少数の学校では、アメリカンフットボールと時にはバスケットボールの売上が、学校の他のスポーツプログラムを支えている。上位6つのフットボールカンファレンスの1つでアスリート1人に使われる金額は、平均して非アスリートの教育に使われる金額の6倍である。学生1人当たりの支出は1万12ドルから1万9,225ドル、アスリート1人当たりの費用は4万1,796ドルから16万3,930ドルだった。

## 関連文献
- Carrington, Ben; McDonald, Ian, eds. (2001). 'Race', Sport, and British Society. Routledge. ISBN 978-0-415-24630-9.
- Duncan, Margaret Carlisle; Jamieson, Katherine M. (2009). “Sociology of Physical Activity”. In Hoffman, Shirl J. (ed.). Introduction to Kinesiology: Studying Physical Activity (3rd ed.). Human Kinetics. pp. 200–203. ISBN 978-0-7360-7613-5. 2011年4月11日閲覧.
- Franks, Joel S. (2000). Crossing Sidelines, Crossing Cultures: Sport and Asian Pacific American. University Press of America, Inc. ISBN 978-0-7618-1592-1.
- Gems, Gerald R.; Pfister, Gertrud (2009). “Sport and race”. Understanding American Sport: In Culture and Society. Routledge. pp. 228–249. ISBN 978-0-415-44365-4. 2011年4月13日閲覧.
- Giulianotti, Richard (2005). “'Race', Ethnicity and Intolerance in Sport”. Sport: A Critical Sociology. Polity Press. pp. 62–79. ISBN 978-0-7456-2546-1. 2011年4月13日閲覧.
- Hoberman, John Milton (1997). Darwin's Athletes: How Sport Has Damaged Black America and Preserved the Myth of Race. Mariner Books. ISBN 978-0-395-82292-0.
- Leonard, David J. (2006). “"Is This Heaven?": White Sporting Masculinities and the Hollywood Imagination”. In King, C. Richard; Leonard, David J. (eds.). Visual Economies of/in Motion: Sport and Film. Peter Lang Publishing. pp. 165–194. ISBN 978-0-8204-7852-4. 2011年4月21日閲覧.
- Lomax, Michael E., ed. (2008). Sports and the Racial Divide: African American and Latino Experience in an Era of Change. Jackson, Mississippi: University Press of Mississippi. ISBN 978-1-60473-014-2.
- Martin, Charles.  Benching Jim Crow: The Rise and Fall of the Color Line in Southern College Sports, 1890-1980 (2010). excerpt
- Sheldon, Jane P.; Toby Epstein Jayaratne; Elizabeth M. Petty (September 2007). “White Americans' Genetic Explanations for a Perceived Race Difference in Athleticism: The Relation to Prejudice toward and Stereotyping of Blacks” (PDF). Athletic Insight. 9 (3): 31–56. 2011年4月11日閲覧.
- Shropshire, Kenneth L. (1996). In Black and White: Race and Sports in America. New York University Press. ISBN 978-0-8147-8037-4. 2011年4月4日閲覧.
- Wiggins, David Kenneth (1997). “Great Speed but Little Stamina: The Historical Debate over Black Athletic Superiority”. Glory Bound: Black Athletes in a White America (First ed.). Syracuse, New York: Syracuse University Press. ISBN 978-0-8156-2734-0. 2010年6月25日閲覧.